# Экономика департамента О-де-Сен

Департамент О-де-Сен на карте «Малой короны»

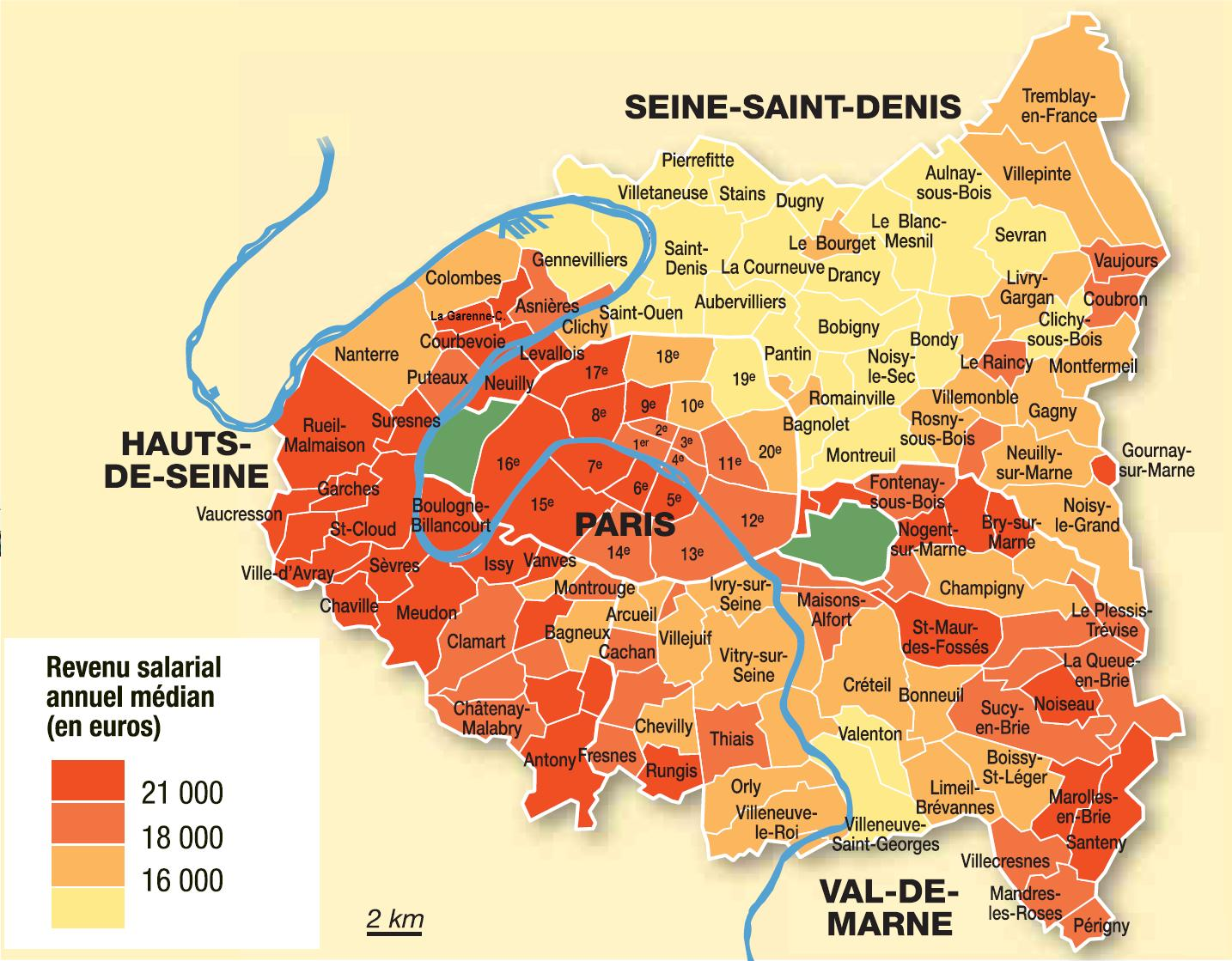
Уровень жизни в Париже и департаментах «Малой короны»

Французский департамент О-де-Сен расположен в регионе Иль-де-Франс, к востоку от Парижа (является составной частью так называемой «Малой короны» или «Внутреннего кольца», куда также входят департаменты Сен-Сен-Дени и Валь-де-Марн).
Его население составляет 1 570 тыс. человек (13 % населения региона Иль-де-Франс), плотность населения — 8,9 тыс. человек на км². В административном отношении департамент делится на три округа и 36 коммун. О-де-Сен сочетает в себе престижную жилую зону столицы с развитой инфраструктурой и крупнейший деловой центр страны (благодаря расположенному на его территории району Дефанс).
В О-де-Сен зарегистрировано более 120 тыс. предприятий, на которых работает более 750 тыс. человек (не считая ещё 50 тыс. частных предпринимателей и лиц, работающих на себя). 73 % компаний работали в сфере услуг, 16,1 % — в торговле, 6,4 % — в строительной отрасли, 4,4 % — в промышленности. Крупнейшими частными работодателями департамента были AXA (6,4 тыс. человек), Société Générale (6,1 тыс. человек) и IBM (4,6 тыс. человек). Более 380 тыс. человек живут и работают в О-де-Сен, почти 515 тыс. человек приезжают на работу в О-де-Сен из других департаментов, более 334,5 тыс. человек, живущих в О-де-Сен, ездят на работу за пределы департамента (преимущественно в Париж). Структура занятости выглядит следующим образом: менеджеры компаний и госорганизаций, научные работники, профессора и другая высшая интеллигенция — 35,8 %, мастера на предприятиях и стройках, учителя, младший медицинский персонал, соцработники — 25,3 %, служащие младшего звена и клерки — 24,7 %, рабочие — 9,9 %, ремесленники, торговцы и руководители предприятий — 4,4 %. В конце 2009 года уровень безработицы в департаменте составлял 7,7 %, тогда как в регионе Иль-де-Франс он равнялся 8,4 %, а во Франции — 9,6 %.
Значительное число занятых работает в государственных учреждениях, национальных и международных организациях, базирующихся в департаменте: Центральном управлении внутренней разведки (Леваллуа-Перре), Главном управлении национальной жандармерии МВД (Исси-ле-Мулино), Центральном управлении судебной полиции МВД (Нантер), Оперативном антикризисном центре межведомственного управления общественной безопасности МВД (Аньер-сюр-Сен), Министерстве экологии, устойчивого развития, транспорта и жилищного строительства Франции (Пюто), Международном бюро мер и весов (Севр), Управлении по расследованию происшествий на море (Пюто), Управлении по расследованию происшествий на наземном транспорте (Пюто), филиалах Парижской торгово-промышленной палаты (Нантер и Антони).
По уровню дохода на семью богатейшими коммунами департамента О-де-Сен являются Марн-ла-Кокетт (2-е место по стране), Нёйи-сюр-Сен (5-е место), Вокрессон (11-е место), Виль-д’Аврэ (20-е место) и Сен-Клу (28-е место), а беднейшими — Женвилье, Вильнев-ла-Гаренн, Клиши-ла-Гаренн, Нантер и Баньё (данные приведены по состоянию на 2009—2010 года).

## Сфера услуг
К началу 2008 года в департаменте насчитывалось 68,3 тыс. предприятий сферы услуг (среднее количество сотрудников на предприятии равнялось 7,7 человек).

### Транспорт и связь

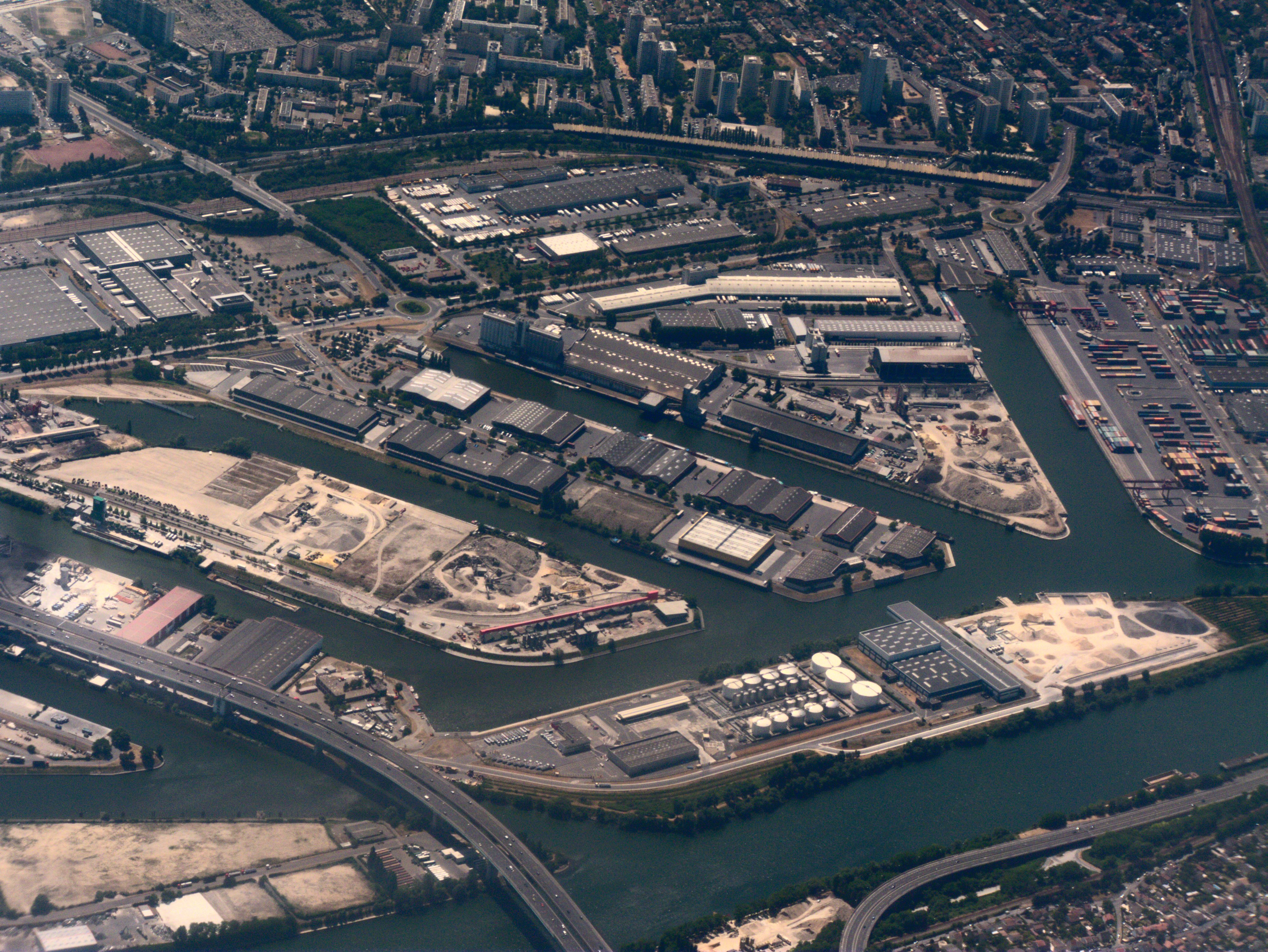
Речной порт в Женнвилье

В О-де-Сен расположено 44 станции пригородных поездов Transilien (оператор — компания SNCF), 21 станция метро (оператор — компания RATP), 19 станций электричек RER (операторы — компании RATP и SNCF), 13 станций трамвая (операторы — компании RATP и SNCF). Важнейшим транспортным узлом департамента является вокзал Дефанс в Пюто. Через О-де-Сен проходят семь линий метро (Линия 1, Линия 3, Линия 4, Линия 9, Линия 10, Линия 12 и Линия 13), четыре линии Transilien (Линия J, Линия L, Линия N и Линия U), три линии RER (Линия A, Линия В и Линия C), три линии трамвая (Т2, Т1 и Т6), магистраль скоростных электропоездов TGV «LGV Атлантическая» (Париж — Тур / Ле-Ман) и густая сеть автобусных маршрутов компаний RATP, Veolia Transport, Keolis и Hourtoule.
По территории департамента проходят важные автомагистрали — парижская окружная дорога Периферик, А86 или «Супер-периферик» (2-я окружная дорога), шоссе А6 или «Солнечное шоссе» (Париж — Лион), шоссе А13 или «Нормандское шоссе» (Париж — Кан), шоссе A14 (Нантер — Оржеваль), шоссе А15 (Женнвилье — Сержи), шоссе N20 (Париж — Бур-Мадам), шоссе N118 (Севр — Лез-Юлис), шоссе N307, шоссе N309 и шоссе N315. Кроме того, через департамент проходит знаменитая Историческая ось, протянувшаяся от Лувра до Дефанса. На Сене в Женнвилье расположен крупнейший речной порт региона Иль-де-Франс и второй по грузообороту речной порт Европы (после Дуйсбурга). Грузовые суда регулярно совершают плавания по маршруту Женнвилье — Руан — Гавр и обратно, перевозя песок, гравий, цемент, металлоконструкции, контейнеры, упаковочные материалы, зерно, химические продукты, нефтепродукты, уголь, автомобили, овощи, фрукты, бытовые отходы и прочие грузы. Другие значительные грузовые причалы расположены в Булонь-Бийанкур и Нантере. Город Исси-ле-Мулино граничит с хелипортом Париж — Исси-ле-Мулино, который расположен на территории XV округа Парижа (оператор — компания Aéroports de Paris). В Женнвилье расположена конечная точка трубопровода, по которому нефтепродукты с заводов департамента Приморская Сена поступают в район Парижа и распределяются по всему региону Иль-де-Франс. Также в О-де-Сен распространена сеть проката велосипедов Vélib' и обустроены велосипедные дорожки.
В департаменте базируются транспортная корпорация Veolia Transport (Нантер), телекоммуникационные корпорации Société française du radiotéléphone (Пюто), Bouygues Telecom (Исси-ле-Мулино), Completel (Пюто) и France Telecom Marine (Пюто), транспортно-логистическая и телекоммуникационная корпорация Groupe Bolloré (Пюто), транспортные и логистические компании GEFCO (Курбевуа), Médiapost (Монруж), Geodis (Клиши-ла-Гаренн) и Chronopost (Антони), судоходная компания Louis Dreyfus Armateurs (Сюрен), крупнейший оператор аренды автомобилей Groupe Fraikin (Пюто), оператор автострад Société des autoroutes du Nord et de l'Est de la France (Исси-ле-Мулино). Кроме того, RATP имеет автобусные парки в Аньер-сюр-Сен, Нантере, Ла-Гаренн-Коломб, Малакофф и Фонтене-о-Роз, La Poste — крупный операционный центр в Монруж, Société française du radiotéléphone — крупный операционный центр в Нантере, Bouygues Telecom — операционный центр в Ле-Плесси-Робенсон, а оператор Free Mobile — центральный колл-центр в Коломбе.

### Финансы
В департаменте расположены штаб-квартиры второго и третьего по величине банков страны Société Générale (Нантер) и Crédit Agricole (Монруж), страховой компании SCOR (Пюто), банков Boursorama (Булонь-Бийанкур) и Cortal Consors (Рюэй-Мальмезон), финансовой компании Franfinance (Рюэй-Мальмезон), лизинговой компании Arval (Рюэй-Мальмезон), сервисных компаний AXA Assistance (Шатийон) и Fidelia Assistance (Сен-Клу), а также офисы крупнейших страховых компаний AXA (Нантер) и Groupe Malakoff Médéric (Коломб), банков BNP Paribas (Рюэй-Мальмезон), Société Générale (Коломб), LCL (Нантер), Caisse des dépôts et consignations (Булонь-Бийанкур), La Banque postale (Исси-ле-Мулино) и Crédit du Nord (Пюто), финансовых компаний Eurofactor (Исси-ле-Мулино), Green Recovery (Рюэй-Мальмезон) и Oséo (Ла-Гаренн-Коломб), широкая филиальная сеть крупнейших французских банков (BNP Paribas, Société Générale, Crédit Agricole, Crédit industriel et commercial и Natixis).

### Торговля

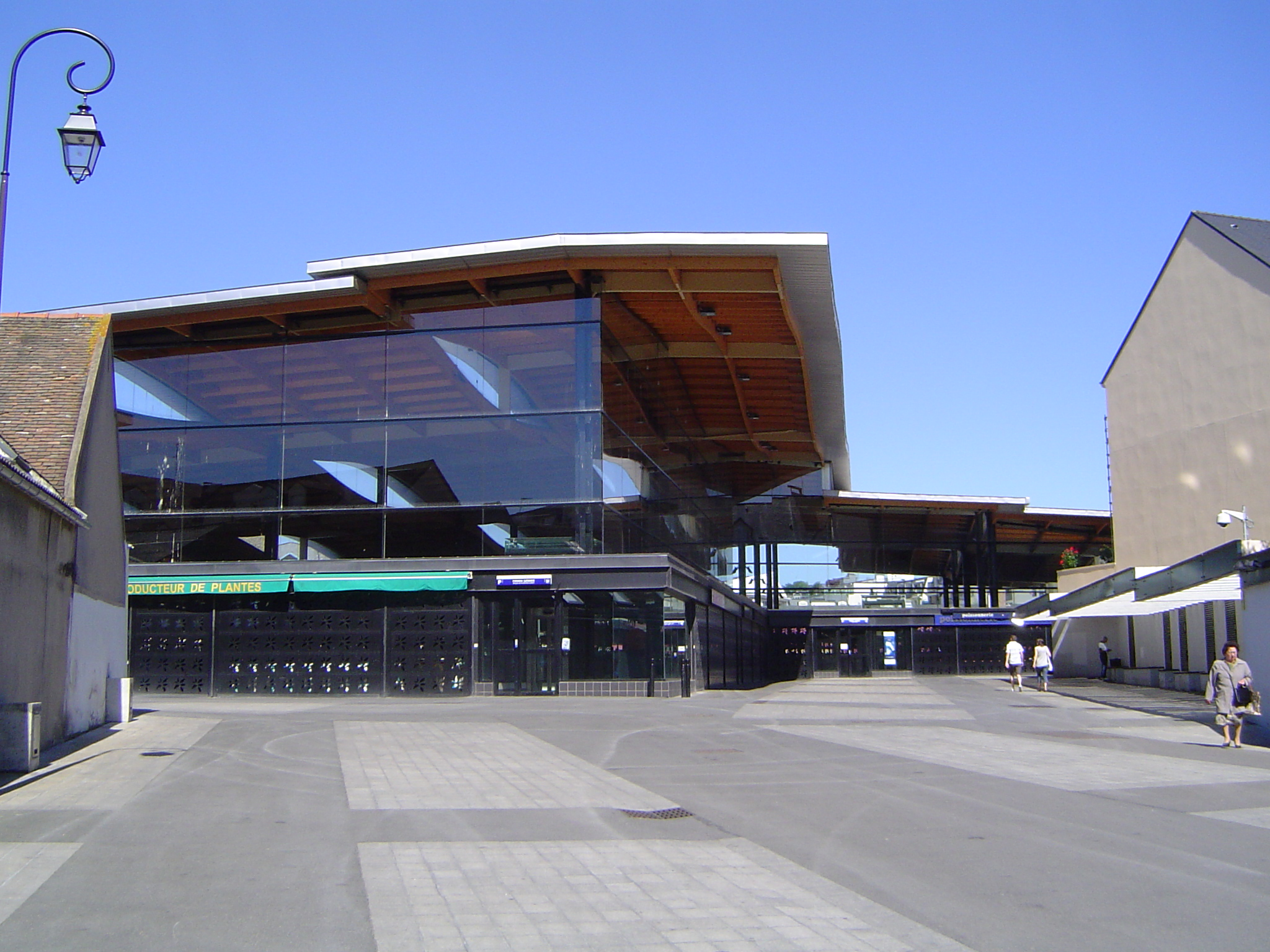
Рынок в Антони

В департаменте расположены штаб-квартиры крупнейшей торговой сети страны Groupe Carrefour (Булонь-Бийанкур), крупной сети универсамов Monoprix (Клиши-ла-Гаренн), крупнейшей сети парфюмерно-косметических магазинов Sephora (Булонь-Бийанкур), крупнейшей сети магазинов оптики Optic 2000 (Кламар), крупнейшего дистрибутора бумаги и упаковки Antalis (Булонь-Бийанкур), дистрибутора автомобилей Renault Retail Group (Кламар), дистрибутора автомобилей и лекарств CFAO (Севр), дистрибутора овощей и фруктов Pomona (Антони).
Крупнейшими торговыми центрами О-де-Сен являются Les Quatre Temps в Пюто (130 тыс. м²), So Ouest в Леваллуа-Перре (53 тыс. м²), Les Passages в Булонь-Бийанкур. На рынке супермаркетов и гипермаркетов доминируют сети E.Leclerc, Carrefour, Auchan, Intermarché, Casino, Lidl, Simply Market, Continent, Cora и Match, на рынке универсамов и гастрономов — Monoprix, Franprix, Leader Price, Petit Casino, Aldi и Hédiard, на рынке универмагов — Galeries Lafayette и Printemps, на рынке электроники — сети Darty, Boulanger, BUT, Pixmania и Fnac, на рынке парфюмерии и косметики — сети Sephora, Marionnaud и Nocibé, на рынке мебели — сети Conforama, BUT, Fly, Maisons du Monde, Alinéa, IKEA и Roche Bobois, на рынке товаров для дома и стройматериалов — сети Leroy Merlin, Castorama, Bricorama, Brico Dépôt, Saint-Maclou и Habitat, на рынке спорттоваров — Decathlon, Intersport, Groupe Go Sport, Courir и Sport 2000, на рынке книг, музыки, видео и компьютерных игр — сети Fnac, Virgin Megastore, Micromania, Pixmania, GAME, Cultura и Boulanger. Крупные рынки расположены в Антони, Булонь-Бийанкур и Нантере. Кроме того, в коммунах департамента расположено множество небольших крытых рынков, фруктово-овощных торговых рядов и уличных «блошиных» рынков.

### Коммунальное хозяйство
В Курбевуа базируется корпорация Suez Environnement (водоснабжение и водоочистка, сбор и утилизация отходов), в Исси-ле-Мулино — корпорация Sodexo (техническое обслуживание зданий и инженерных систем, уборка помещений, управление административными услугами), в Рюэй-Мальмезон — корпорация Degrémont (водоснабжение и водоочистка).

### Недвижимость
В департаменте насчитывается почти 680 тыс. единиц жилой недвижимости (средняя площадь жилища составляет 66 м², среднее число комнат на единицу недвижимости — 3,1, а среднее число жильцов — 2,2). 55,4 % жильцов являются арендаторами недвижимости, 41,3 % — владельцами, 3,3 % живут в бесплатном (социальном) жилье.
В районе Дефанс, который раскинулся на территории коммун Курбевуа, Пюто и Нантер, расположены штаб-квартиры и офисы крупнейших французских и иностранных корпораций (2,5 тыс. компаний, в том числе 1,5 тыс. штаб-квартир). К 2010 году здесь насчитывалось более 3 млн м² офисной недвижимости, около 600 тыс. м² жилой недвижимости, 230 тыс. м² торговой недвижимости. Также большие парки офисной недвижимости находятся в Рюэй-Мальмезон, Исси-ле-Мулино, Булонь-Бийанкур, Нёйи-сюр-Сен и Леваллуа-Перре.
Крупнейшими небоскрёбами района Дефанс являются Tour First (231 м) в Курбевуа, Tour Total (190 м) в Курбевуа, Tour CB21 (187 м) в Курбевуа, Tour GDF Suez (185 м) в Курбевуа, Tour Areva (184 м) в Курбевуа, Tour Granite (184 м) в Нантере, Tours Société Générale Chassagne и Alicante (по 167 м) в Нантере, Tour EDF (165 м) в Пюто, Cœur Défense (161 м) в Курбевуа, Tour Adria (155 м) в Курбевуа, Tour Égée (155 м) в Курбевуа и Tour Ariane (152 м) в Пюто. За пределами Дефанса крупнейшими зданиями департамента являются Tour Sequana (100 м) в Исси-ле-Мулино, Tour Vendôme (100 м) в Булонь-Бийанкур и Tour Z (81 м) в Коломбе.
Важным направлением развития офисной недвижимости является создание бизнес-парков, технопарков и кластеров высоких технологий (особенно на месте бывших промышленных предприятий или складских помещений). Крупнейшие такие зоны созданы в Булонь-Бийанкур / Исси-ле-Мулино (Val de Seine), Антони (Antonypole и La Croix-de-Berny), Коломбе (Kléber и Fossés Jean), Ле-Плесси-Робенсон (Noveos и Parc Technologique / La Boursidière), Рюэй-Мальмезон (Rueil 2000 / Rueil-sur-Seine и Parc de la micro entreprise), Женнвилье и Мёдоне.
В департаменте базируется несколько крупных операторов недвижимости, в том числе Bouygues Immobilier и BNP Paribas Real Estate (Исси-ле-Мулино), Vinci Immobilier (Булонь-Бийанкур), Nexity (Пюто) и Kaufman & Broad (Нёйи-сюр-Сен).

### Общественное питание
Сфера общественного питания играет важную роль в экономике О-де-Сен и охватывает сектор кейтеринга, сети быстрого питания, множество ресторанов, кафе и кондитерских. В Исси-ле-Мулино расположена штаб-квартира корпорации Sodexo, которая обеспечивает общественным питанием предприятия, офисы, школы, больницы, дома престарелых, исправительные учреждения и военные базы, в Курбевуа — корпорации Groupe Flo, которая владеет сетями ресторанов Hippopotamus, Taverne de Maître Kanter, Brasseries FLO, Bistro romain, Tablapizza и Concessions FLO.

### Здравоохранение, медицинские услуги и индустрия красоты

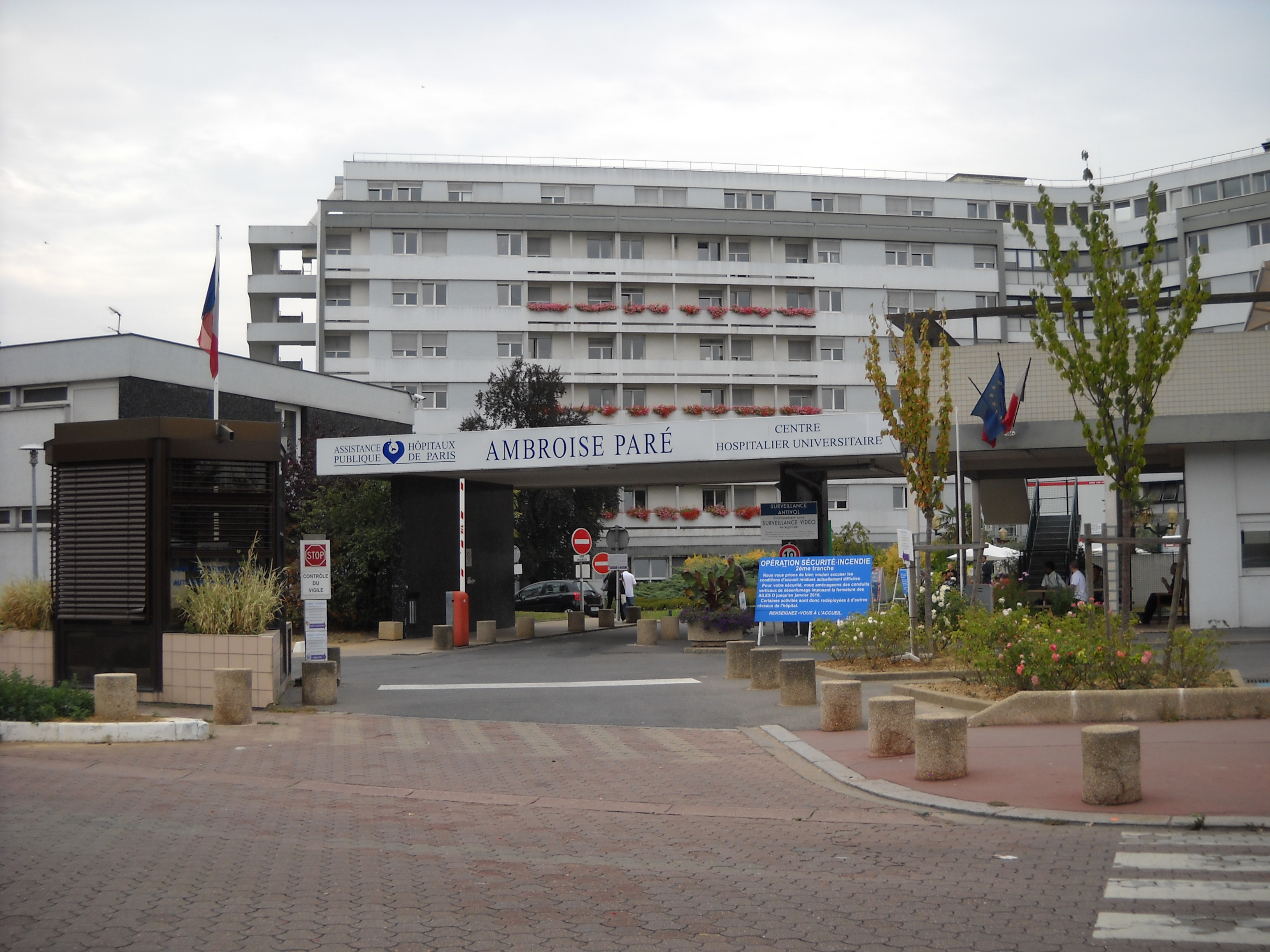
Госпиталь Ambroise-Paré

Корпорация Assistance publique - Hôpitaux de Paris управляет в департаменте шестью больницами: Hôpital Beaujon (Клиши-ла-Гаренн), Hôpital Ambroise-Paré (Булонь-Бийанкур), Hôpital Corentin-Celton (Исси-ле-Мулино), Hôpital Antoine-Béclère (Кламар), Hôpital Raymond-Poincaré (Гарш) и Hôpital Louis-Mourier (Коломб).
Кроме того, в департаменте расположены большие частные больницы в Антони и Сюрене (Hôpital Foch), Американский госпиталь в Париже (Нёйи-сюр-Сен), Центральная больница Курбевуа-Нёйи-Пюто в Нёйи-сюр-Сен, Курбевуа и Пюто, Центральная больница Stell в Рюэй-Мальмезон, больница Сен Клу в Сен-Клу, хирургический центр Marie-Lannelongue в Ле-Плесси-Робенсон, хирургическая клиника в Булонь-Бийанкур, военный госпиталь Hôpital d’instruction des armées Percy в Кламаре, хирургический центр des Princes и клинический центр Porte de Saint Cloud в Булонь-Бийанкур, медицинский центр FOLLIN и психиатрическая клиника Les Pervenches в Фонтене-о-Роз, клиника Lambert в Ла-Гаренн-Коломб, госпиталь Suisse de Paris и клиника du Parc de Vanves в Исси-ле-Мулино, Франко-британский институт-госпиталь в Леваллуа-Перре, универсальный оздоровительный центр французского Красного Креста и Центр радиологии и лечения опухолей в Мёдоне, клиника Ambroise Paré, клиника Pierre Cherest, клиника Hartmann и клиника Sainte Isabelle в Нёйи-сюр-Сен, хирургическая клиника Val d’Or и раковый центр René Huguenin в Сен-Клу, а также частные клиника les Martinets в Рюэй-Мальмезон, стоматологическая клиника Renault и Европейский институт эстетической и пластической хирургии в Булонь-Бийанкур, множество муниципальных центров здравоохранения, хосписов, домов престарелых, реабилитационных центров, центров здоровья матери и ребёнка, ветеринарных клиник, стоматологических кабинетов, кабинетов психотерапевтов и семейных консультантов. Индустрия красоты представлена фитнес-залами, салонами красоты, парикмахерскими, массажными и маникюрными салонами, соляриями и тату-салонами.

### Индустрия развлечений
В Исси-ле-Мулино базируются кинокомпании StudioCanal и Arte France Cinéma, в Нёйи-сюр-Сен — кинокомпании Gaumont, UGC и M6 Films, в Булонь-Бийанкур — TF1 Films Production, в Ла-Гаренн-Коломб — анимационная студия SIP Animation и студия озвучивания SIS. Крупнейшими сетями кинотеатров в О-де-Сен были UGC, MK2, Gaumont, Pathé и CGR. В департаменте проходят популярные песенные, музыкальные и театральные фестивали, на которые съезжаются зрители со всей страны.
В Булонь-Бийанкур расположена штаб-квартира корпорации Compagnie des Alpes, которая управляет сетью горнолыжных курортов и парков развлечений, в Исси-ле-Мулино базируются компания Amaury Sport Organisation, которая организовывает крупные спортивные соревнования, и производитель компьютерных игр Nadeo.

### Туризм и гостиничное дело
Основными достопримечательностями департамента являются район Дефанс, Парк Сен-Клу, Парк Со, в котором расположен Музей Иль-де-Франс, усадьбы Château de Malmaison и Château de Bois-Préau в Рюэй-Мальмезон, в которых размещается Национальный музей наполеоновской эпохи, Национальный музей керамики в Севре, Французский музей игральных карт в Исси-ле-Мулино, Музей тридцатых годов в Булонь-Бийанкур, Музей Альбера Кана с обширным японским садом в Булонь-Бийанкур, Музей-сад Поля Ландовски в Булонь-Бийанкур, Музей Рено в Булонь-Бийанкур, Музей бонсай в Шатне-Малабри, Музей прикладных исследований в Марн-ла-Кокетт, Центр современного изобразительного искусства Альбера Шано в Кламаре, Краеведческий музей города Рюэй-Мальмезон, Музей швейцарских гвардейцев в Рюэй-Мальмезон, Музей Родена в Мёдоне, имение Vallée-aux-Loups в Шатне-Малабри, имение Château d’Asnières в Аньер-сюр-Сен, имение Château de Vanves в Ванве, парк конного спорта Haras de Jardy в Марн-ла-Кокетт, виадук в Мёдоне, Французский военный мемориал в Сюрене, кладбище Баньё в Баньё и старейшее в Европе кладбище собак в Аньер-сюр-Сен. Кроме того, департамент примыкает к Булонскому лесу, популярному у туристов.
В районе Дефанс базируется крупная гостиничная корпорация Groupe du Louvre, в Монруж — гостиничная компания Belambra Clubs. Среди крупнейших гостиничных сетей в О-де-Сен представлены Sofitel, Novotel, Mercure, Ibis, Pullman, Adagio, Campanile, Premiere Classe, Kyriad, Comfort, Hilton, Renaissance, Courtyard, Marriott.

### Проведение выставок и конгрессов
Крупнейшими центрами проведения выставок и конгрессов являются Centre des nouvelles industries et technologies в Пютое и Le Palais des Congrès d’Issy в Исси-ле-Мулино.

### Средства массовой информации
В департаменте базируются крупнейшие телекорпорации Groupe TF1 (Булонь-Бийанкур), Groupe Canal+ (Исси-ле-Мулино), Groupe M6 (Нёйи-сюр-Сен) и Lagardère Active (Сюрен), а также телеканалы France 5, France 24, Eurosport, L'Équipe TV, Arte France и KTO (Исси-ле-Мулино), Jimmy и Syfy Universal France (Булонь-Бийанкур), France Ô (Малакофф), Cartoon Network France и Boomerang France (Нёйи-сюр-Сен). В Булонь-Бийанкур расположены различные подразделения (студии, технические отделы и офисы) Groupe Canal+, Euro Média France, Lagardere, Gaumont, Groupe Monal, Public Système Hopscotch и RGB, в Исси-ле-Мулино — Gulli, BFM TV, Canal J, La Chaîne Météo и Radio France internationale, в Сен-Клу — NRJ Group.
В департаменте расположены штаб-квартиры крупных журнальных групп Hachette Filipacchi Médias (Леваллуа-Перре), Prisma Media (Женнвилье), Groupe Marie Claire (Исси-ле-Мулино) и Disney Hachette Presse (Леваллуа-Перре), журнально-газетной и книжной корпорации Groupe Bayard (Монруж), книжного издательства Editions Francis Lefebvre (Леваллуа-Перре), здесь издаются газета L’Équipe и журнал Fusac (Булонь-Бийанкур), газета J’annonce (Ла-Гаренн-Коломб). В Булонь-Бийанкур базируется крупнейший европейский сайт знакомств Meetic, в Ла-Гаренн-Коломб — крупнейший автомобильный сайт страны Caradisiac.

### Информационные технологии, консалтинг, реклама и дизайн
В Сюрене базируется крупнейшая в стране рекламная корпорация Havas, в Нёйи-сюр-Сен — крупнейшая стандартизационная, сертификационная, аудиторская и консалтинговая корпорация Bureau Veritas, в Курбевуа — аудиторская и консалтинговая компания Mazars, в Леваллуа-Перре — консалтинговые и ай-ти компании Altran Technologies, Business Objects и Micropole, дизайнерская компания Minale Design Strategy, компания по измерению аудитории Médiamétrie, в Булонь-Бийанкур — консалтинговые и ай-ти компании Cegedim, Alten, Degetel и рекламный департамент группы France Télévision, в Исси-ле-Мулино — ай-ти компания Ausy, в Пюто — консалтинговая компания Groupe SoluCom, в Севре — рекламно-информационная компания PagesJaunes Groupe, в Антони — коммуникационная и консалтинговая компания InfoPro Communications, в Ла-Гаренн-Коломб — ай-ти компания Avanquest Software, в Монруж — компания по исследованию рынков и общественного мнения TNS Sofres, в Рюэй-Мальмезон — консалтинговая и технологическая компания Axens.

### Научные исследования и образование
В департаменте расположены кампусы Университета Западный Париж — Нантер-ля-Дефанс (Нантер и Сен-Клу), в котором обучается 33 тыс. студентов, Поли-университета Леонардо да Винчи (Дефанс), в котором обучается 7 тыс. студентов, Парижской центральной школы (Шатне-Малабри), в которой обучается 1,8 тыс. студентов, Университета Париж Декарт (Булонь-Бийанкур, Монруж и Малакофф), Университета Париж-юг XI (Шатне-Малабри, Со и Фонтене-о-Роз), Университета Париж III Новая Сорбонна (Аньер-сюр-Сен), Университета Париж 1 Пантеон-Сорбонна (Нантер), Высшей школы информатики и связи Университета Париж IV Сорбонна (Нёйи-сюр-Сен), Парижской школы менеджмента (Леваллуа-Перре), бизнес-школы EDHEC (Леваллуа-Перре), Высшей нормальной школы (Монруж), Высшей технической школы авиационной и автомобильной промышленности (Леваллуа-Перре), Национальной высшей школы нефти и двигателей (Рюэй-Мальмезон), инженерной школы EPF (Со), Европейского института журналистики (Леваллуа-Перре), Национальной школы статистики и экономического администрирования (Малакофф), Института сестринской подготовки (Леваллуа-Перре), а также крупной католической семинарии Сен-Сюльпис (Исси-ле-Мулино).

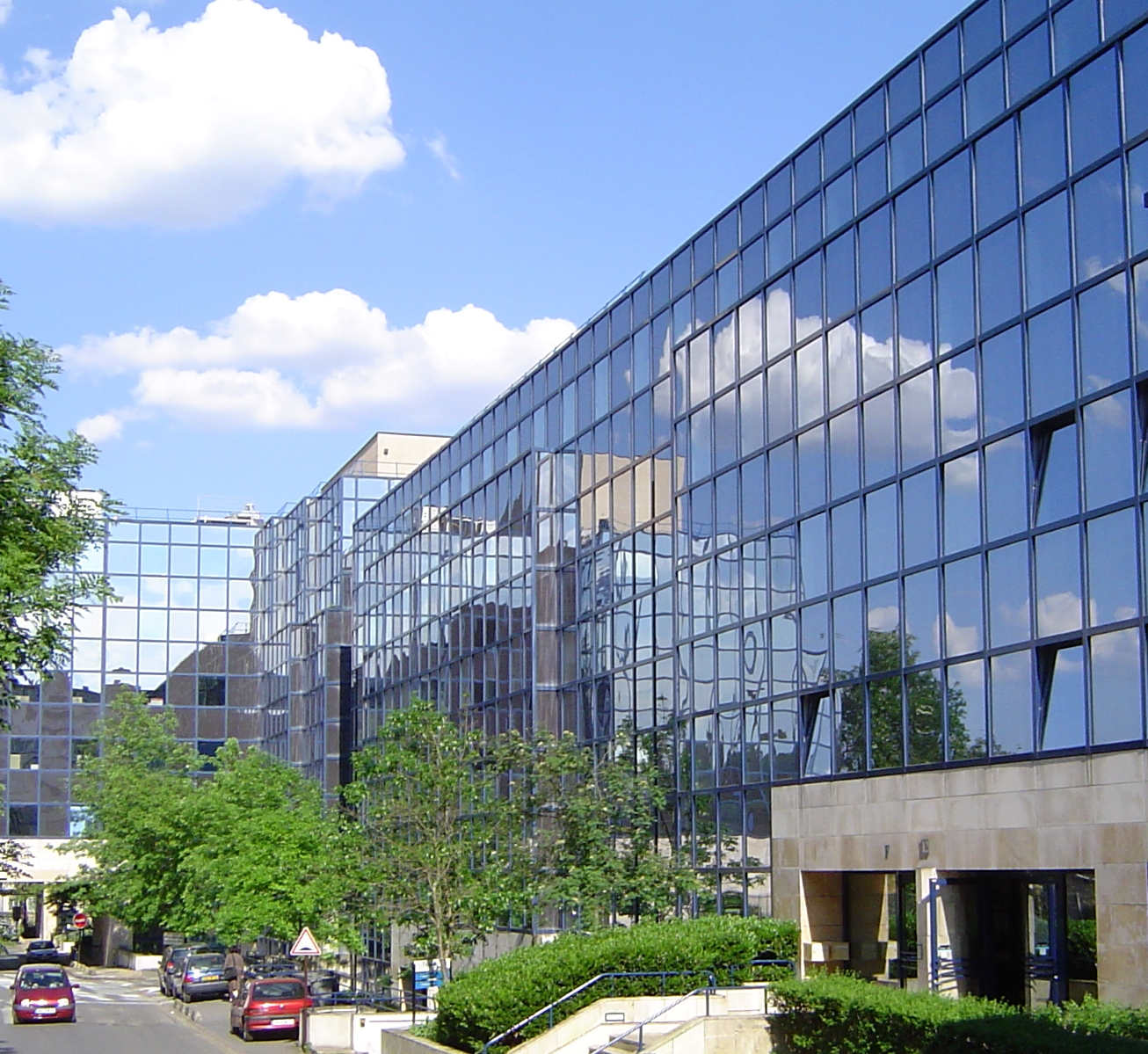
Парк высоких технологий в Антони

Также в О-де-Сен базируются Национальное управление аэрокосмических исследований (Шатийон и Мёдон), Французский институт нефти и новой энергетики (Рюэй-Мальмезон), Национальный научно-исследовательский и технологический институт окружающей среды и сельского хозяйства (Антони), Французский исследовательский институт эксплуатации морских ресурсов (Исси-ле-Мулино), Национальный институт рака (Булонь-Бийанкур), исследовательские центры CNRS (Шатне-Малабри и Мёдон), исследовательский центр Комиссариата атомной и альтернативной энергетики (Фонтене-о-Роз), Парижская обсерватория (Мёдон), лаборатория Французского антидопингового агентства (Шатне-Малабри) и Исследовательский центр спорта региона Иль-де-Франс (Шатне-Малабри).
Крупнейшими частными научно-исследовательскими, технологическими, испытательными и дизайнерскими центрами департамента являются — Renault в Рюэй-Мальмезон, PSA Peugeot Citroën в Ла-Гаренн-Коломб, MBDA и Veolia Eau в Ле-Плесси-Робенсон, Électricité de France в Кламаре, Steria в Мёдоне, Sanofi, Essilor, Air Liquide и Veolia Eau в Антони, Société française du radiotéléphone, Ipsen, Rhodia, Laboratoires Pierre Fabre и Cegid Group в Булонь-Бийанкур, Bureau Veritas в Фонтене-о-Роз, France Télécom, Bull и Sogeti в Исси-ле-Мулино, France Télécom в Шатийон.

### Игорный бизнес
В Булонь-Бийанкур базируется государственный монополист Française des jeux, специализирующийся на лотереях и спортивных пари.

### Юридические услуги
В Нёйи-сюр-Сен расположена штаб-квартира одной из крупнейших юридических фирм страны FIDAL.

## Промышленность

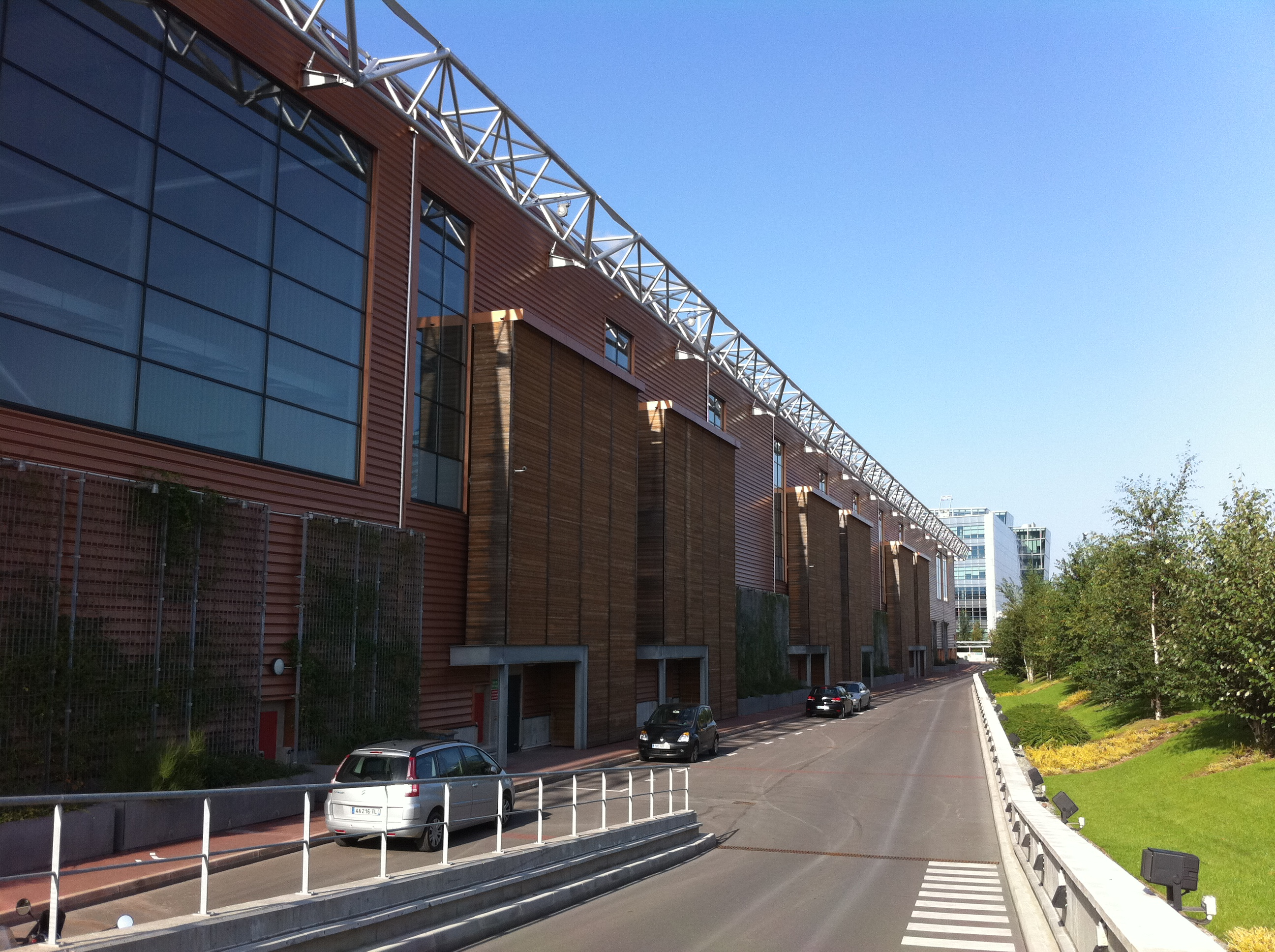
Предприятие SYCTOM в Исси-ле-Мулино

Современный О-де-Сен по многим причинам уже не является той значительной промышленной зоной Парижа, какой он был вплоть до 70 — 80-х годов XX века, но департамент сохранил на своей территории большое количество штаб-квартир, различных отделов, представительств и научно-исследовательских центров ведущих французских промышленных корпораций. В департаменте расположены штаб-квартиры крупнейшей нефтегазовой корпорации Total (Курбевуа), крупнейшей газово-энергетическая корпорация GDF Suez (Курбевуа), крупнейшей строительной корпорации Vinci (Рюэй-Мальмезон), крупнейшей автомобилестроительной корпорации Renault (Булонь-Бийанкур), крупнейшего производителя строительных материалов и стекла Saint-Gobain (Курбевуа), крупнейшей парфюмерно-косметической корпорации L’Oréal (Клиши-ла-Гаренн), крупнейшей электротехнической корпорации Schneider Electric (Рюэй-Мальмезон), крупнейшего производителя энергетического и железнодорожного оборудования Alstom (Леваллуа-Перре), крупной энергетической и машиностроительной корпорации Areva (Курбевуа), крупной строительной корпорации Eiffage (Аньер-сюр-Сен), крупнейшей трубной корпорации Vallourec (Булонь-Бийанкур), крупнейшего производителя электроники и оптики для авиаракетной промышленности Thales (Нёйи-сюр-Сен), крупнейшей авиастроительной корпорации Dassault Aviation (Сен-Клу), химических корпораций Arkema (Коломб) и Rhodia (Курбевуа), кабельной корпорации Nexans (Клиши-ла-Гаренн) (компании приведены по мере убывания согласно рейтингу Forbes Global 2000 за 2011 год).
Также в департаменте базируются промышленно-энергетическая корпорация Groupe Bolloré (Пюто), строительные и инженерные корпорации Colas (Булонь-Бийанкур), Eurovia (Рюэй-Мальмезон), Solétanche Bachy (Рюэй-Мальмезон) и Spie Batignolles (Нёйи-сюр-Сен), производитель автомобильных компонентов Faurecia (Нантер), электротехнические и электронные корпорации Mersen (Нантер), Technicolor (Исси-ле-Мулино), Sagemcom (Рюэй-Мальмезон), BaByliss (Монруж) и Withings (Исси-ле-Мулино), производитель ракет и военного оборудования MBDA (Ле-Плесси-Робенсон), производитель электроники и оптики для авиаракетной промышленности Sofradir (Шатне-Малабри), производитель железнодорожного и энергетического оборудования Delachaux (Женнвилье), производитель железнодорожного оборудования Faiveley (Женнвилье), производитель логистического оборудования Neopost (Баньё), химическая корпорация CECA (Ла-Гаренн-Коломб), производитель изделий из пластмассы Plastic Omnium (Леваллуа-Перре), фармацевтические корпорации Stallergenes (Антони), Servier (Сюрен), Biogaran (Коломб), Ipsen Pharma (Булонь-Бийанкур), Laboratoires Expanscience (Курбевуа), производитель напольных покрытий Tarkett (Нантер), бумажная корпорация ArjoWiggins (Исси-ле-Мулино), цементные корпорации Ciments Français (Пюто) и Vicat (Курбевуа), энергетические компании Électricité Réseau Distribution France (Пюто), Réseau de transport d'électricité (Пюто), Storengy и Elengy (Буа-Коломб), дома моды Chanel (Нёйи-сюр-Сен), Etam Developpement (Клиши-ла-Гаренн) и Armand Thiery (Леваллуа-Перре), производители одежды и обуви Aigle и Ünkut (Булонь-Бийанкур), парфюмерно-косметические компании Yves Rocher (Исси-ле-Мулино), Parfums Givenchy (Леваллуа-Перре), Guerlain (Леваллуа-Перре) и Rochas (Аньер-сюр-Сен), производитель ручек, бритв и зажигалок BiC (Клиши-ла-Гаренн), производитель рекламных носителей JCDecaux (Нёйи-сюр-Сен), производитель прохладительных напитков Orangina Schweppes (Леваллуа-Перре), производитель кормов и добавок для животных Adisseo (Антони), пищевые компании Lesieur (Аньер-сюр-Сен), Yoplait (Булонь-Бийанкур) и Michel & Augustin (Булонь-Бийанкур).
Промышленные предприятия, ранее сильно представленные в О-де-Сен, ныне из-за жёстких экологических норм, дороговизны земли и рабочей силы в большинстве своём выведены за пределы департамента (среди крупнейших закрытых заводов — Renault в Булонь-Бийанкур, Citroën, Ford и Société des usines Chausson в Аньер-сюр-Сен, Hispano-Suiza и SKF в Буа-Коломб, Michelin и Ericsson в Коломб, Thomson-CSF и Société des usines Chausson в Женнвилье, AMX, Société française de munitions, Valeo, Thomson-CSF и SEITA в Исси-ле-Мулино, Messier, Ratier и Alstom в Монруж, Agfa Gevaert и Parfumerie Coty в Сюрене, De Dion-Bouton, Unic и Zodiac Aerospace в Пюто, Thomson-CSF в Малакофф). Среди сохранившихся промышленных предприятий выделяются авиационный завод Dassault Aviation в Сен-Клу, заводы авиаракетного оборудования Safran в Женнвилье и Коломбе, заводы электроники Thales и Alcatel-Lucent в Коломбе, теплоцентраль Électricité de France в Женнвилье, швейная фабрика Louis Vuitton в Аньер-сюр-Сен, парфюмерные фабрики Guerlain в Коломбе и Papier d'Arménie в Монруж, заводы по переработке мусора Syndicat intercommunal de traitement des ordures ménagères в Исси-ле-Мулино и Нантере. Многие промышленные компании имеют в О-де-Сен административные, финансовые, сервисные или маркетинговые подразделения, как например L’Oréal, Citroën и OCTÉ в Аньер-сюр-Сен, Michelin в Булонь-Бийанкур, Areva и Eiffage в Коломбе, STMicroelectronics и Sanofi в Монруж, Areva в Ла-Гаренн-Коломб, L’Oréal в Леваллуа-Перре, Renault и Air Liquide в Ле-Плесси-Робенсон, Total и Sanofi в Рюэй-Мальмезон, Lafarge в Сен-Клу.

## Иностранный капитал

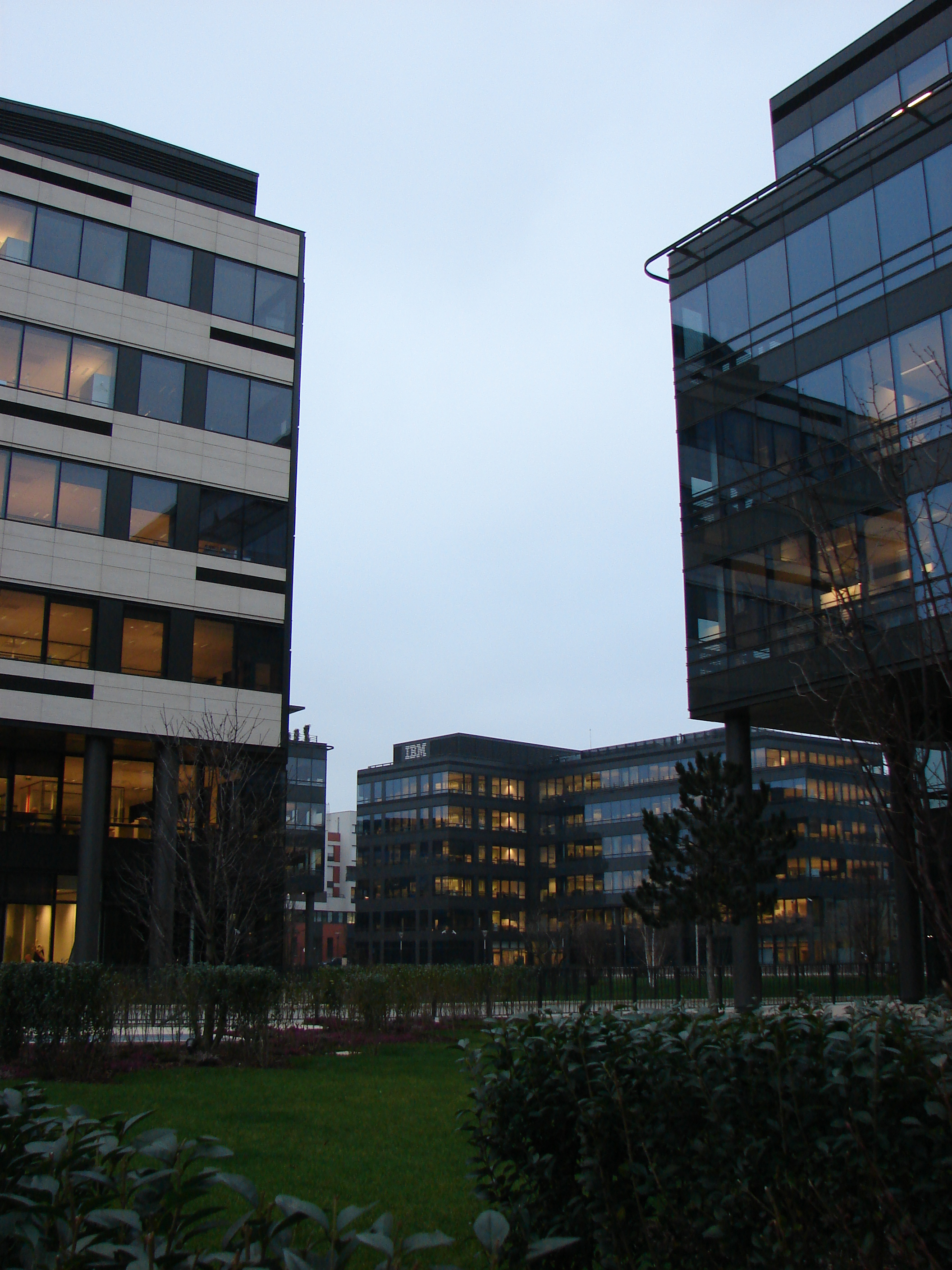
Штаб-квартира IBM France в Буа-Коломб

- Американский капитал — IBM (штаб-квартира и исследовательский центр в Буа-Коломб), Microsoft (штаб-квартира и исследовательский центр в Исси-ле-Мулино), Schlumberger (исследовательский центр в Кламаре), Cisco Systems (штаб-квартира в Исси-ле-Мулино), Oracle (штаб-квартира в Коломбе), Hewlett-Packard (штаб-квартира в Исси-ле-Мулино), Dell (штаб-квартира в Рюэй-Мальмезон), Lexmark (штаб-квартира в Сюрене), Symantec (штаб-квартира в Курбевуа), NetApp (штаб-квартира в Пюто), Comverse Technology (штаб-квартира в Пюто), Novell (штаб-квартира в Пюто), VMware (штаб-квартира в Пюто), Deloitte Touche Tohmatsu (штаб-квартира в Нёйи-сюр-Сен, офисы в Леваллуа-Перре), ExxonMobil (штаб-квартира в Рюэй-Мальмезон), The Coca-Cola Company (штаб-квартира в Исси-ле-Мулино, завод прохладительных напитков в Кламаре, офисы в Ле-Плесси-Робенсон), PepsiCo (штаб-квартира в Коломбе), Procter & Gamble (штаб-квартира в Аньер-сюр-Сен), Pfizer (исследовательский центр в Дефанс, офисы в Монруж), Bristol-Myers Squibb (штаб-квартира в Рюэй-Мальмезон), Colgate-Palmolive (штаб-квартира в Буа-Коломб), Medtronic (штаб-квартира в Булонь-Бийанкур), Boston Scientific (штаб-квартира в Ла-Гаренн-Коломб), Manpower (штаб-квартира в Нантер), American Express (штаб-квартира в Рюэй-Мальмезон), Tupperware (штаб-квартира в Рюэй-Мальмезон), Belkin (штаб-квартира в Булонь-Бийанкур), Johnson Controls (завод аккумуляторов в Коломбе), BBDO (штаб-квартира в Булонь-Бийанкур), TBWA Worldwide (штаб-квартира в Булонь-Бийанкур), Young & Rubicam (штаб-квартира в Булонь-Бийанкур), Moody's Analytics (штаб-квартира в Сен-Клу), International Management Group (штаб-квартира в Булонь-Бийанкур), Verbatim Corporation (штаб-квартира в Рюэй-Мальмезон).
- Британский капитал — Aviva (штаб-квартира в Буа-Коломб), PricewaterhouseCoopers (штаб-квартира в Нёйи-сюр-Сен), Ernst & Young (штаб-квартира в Курбевуа), Unilever (штаб-квартира в Рюэй-Мальмезон), AstraZeneca (штаб-квартира в Рюэй-Мальмезон), Cadbury (офисы в Монруж), Dunlop (штаб-квартира в Рюэй-Мальмезон), Logica (штаб-квартира в Курбевуа, офисы в Булонь-Бийанкур), British American Tobacco (штаб-квартира в Булонь-Бийанкур), Compass Group (штаб-квартира в Булонь-Бийанкур), British Telecom (офисы в Ле-Плесси-Робенсон).
- Нидерландский капитал — Heineken (штаб-квартира в Рюэй-Мальмезон), KPMG (штаб-квартира в Дефанс), Gemalto (штаб-квартира в Мёдоне), LeasePlan (штаб-квартира в Рюэй-Мальмезон), Wolters Kluwer (штаб-квартира в Рюэй-Мальмезон).
- Немецкий капитал — Allianz (штаб-квартира в Курбевуа, офисы в Пюто), Mercedes-Benz (штаб-квартира в Рюэй-Мальмезон), Siemens (исследовательский центр в Антони), SAP (исследовательский центр в Леваллуа-Перре)[243], Robert Bosch (завод электроники в Кламаре), Henkel (штаб-квартира в Булонь-Бийанкур), B. Braun Melsungen (штаб-квартира в Булонь-Бийанкур), Drägerwerk (исследовательский центр в Антони), Schwarz Pharma (штаб-квартира в Булонь-Бийанкур), Bahlsen (штаб-квартира в Рюэй-Мальмезон).
- Японский капитал — Toshiba (завод климатического оборудования в Коломбе), Sony (штаб-квартира в Клиши-ла-Гаренн), Seiko Epson (штаб-квартира в Леваллуа-Перре), Shiseido (штаб-квартира в Булонь-Бийанкур), Trend Micro (штаб-квартира в Рюэй-Мальмезон).
- Швейцарский капитал — Novartis (штаб-квартира и исследовательский центр в Рюэй-Мальмезон), Hoffmann–La Roche (штаб-квартира в Булонь-Бийанкур).
- Бельгийский капитал — Dexia (штаб-квартира в Курбевуа).
- Канадский капитал — Rio Tinto Alcan (штаб-квартира в Курбевуа).
- Сингапурский капитал — International SOS (штаб-квартира в Леваллуа-Перре).
- Индийский капитал — Tata Consultancy Services (штаб-квартира в Пюто).
- Китайский капитал — ZTE (штаб-квартира в Булонь-Бийанкур), Huawei (офисы в Булонь-Бийанкур и Исси-ле-Мулино).
- Датский капитал — A.P. Moller-Maersk Group (штаб-квартира в Булонь-Бийанкур).
- Финский капитал — Sulake (штаб-квартира в Исси-ле-Мулино).